# Mariene ecoregio Snareseilanden
De Mariene ecoregio Snareseilanden (201) (Engels: Snares Island marine ecoregion) is een biogeografische regio en ligt in het zuidwesten van de Grote Oceaan in de Mariene provincie Zuidelijk Nieuw-Zeeland (54) in het Marien rijk Gematigd Australazië. De mariene ecoregio is vastgesteld door het World Wide Fund for Nature en The Nature Conservancy en is vernoemd naar de Snareseilanden.
In het noorden grenst het gebied aan de mariene ecoregio Zuidelijk Nieuw-Zeeland (200), in het zuidoosten aan de mariene ecoregio Campbell Island (231) en in het zuidwesten aan de mariene ecoregio Auckland Island (232).

## Geografie
De mariene ecoregio ligt in het zuidwesten van de Grote Oceaan rond de Snareseilanden ten zuidwesten van Nieuw-Zeeland.
Door het gebied stroomt de Southlandstroom.

## Biogeografie
Het gebied kent zeeleven dat houdt van gematigde temperaturen.